# 索爾特克里克鎮區 (密蘇里州沙里頓縣)
索爾特克里克鎮區（英語：Salt Creek Township）是位於美國密蘇里州沙里頓縣的一個行政鎮區。

## 地方資料
索爾特克里克鎮區的面積為96.39平方千米，當中陸地面積為96.02平方千米，而水域面積為0.37平方千米。根據2020年美國人口普查的數據，當地共有人口142人，而人口密度為每平方千米1.47人。